# Al-Maghara
Al-Maghara (arab. المغارة) – miejscowość w Syrii, w muhafazie Idlib. W 2004 roku liczyła 1122 mieszkańców.